# Odynerus insularis
Odynerus insularis är en stekelart som beskrevs av André 1883. Odynerus insularis ingår i släktet lergetingar, och familjen Eumenidae. Inga underarter finns listade i Catalogue of Life.